# Iwan Iwanow (dyplomata)
Iwan Aleksiejewicz Iwanow (ros. Ива́н Алексе́евич Ивано́в, ur. w maju 1906 w Wielkich Łukach, zm. 11 lipca 1948 w Kabulu lub w Moskwie) – radziecki dyplomata, wojskowy, funkcjonariusz służb specjalnych, generał major.

## Życiorys
W 1923 ukończył 9-letnią szkołę kolejową, od października 1926 członek WKP(b), 1926-1927 na kursach pracowników partyjnych, sekretarz rejonowego komitetu Komsomołu i fabrycznego komitetu Komsomołu, później powiatowego komitetu Komsomołu. Od września 1929 funkcjonariusz OGPU, pracownik okręgowego oddziału GPU w Wielkich Łukach, od kwietnia 1934 do listopada 1935 funkcjonariusz Pełnomocnego Przedstawicielstwa OGPU/Zarządu NKWD obwodu zachodniego (późniejszy obwód smoleński), od listopada 1935 do lutego 1938 funkcjonariusz Miejskiego Oddziału NKWD w Briańsku, od 9 lutego 1936 porucznik bezpieczeństwa państwowego. Od lutego do listopada 1938 pomocnik szefa Oddziału 3 Wydziału Kadr NKWD ZSRR, 25 lipca 1938 awansowany na starszego porucznika bezpieczeństwa państwowego, od listopada 1938 do 9 sierpnia 1939 szef Sekcji Śledczej i zastępca szefa Wydziału 4 Głównego Zarządu Bezpieczeństwa Państwowego, 8 stycznia 1939 mianowany kapitanem bezpieczeństwa państwowego. 
Od 9 czerwca 1939 do 7 października 1947 ambasador nadzwyczajny i pełnomocny ZSRR w Mongolii, 4 lutego 1943 awansowany na generała majora Armii Czerwonej, od listopada 1947 do 14 maja 1948 zastępca szefa Zarządu 3 Komitetu Informacji przy Radzie Ministrów ZSRR, od 26 maja 1948 do śmierci ambasador nadzwyczajny i pełnomocny ZSRR w Afganistanie.

## Odznaczenia
- Order Wojny Ojczyźnianej I klasy (5 listopada 1945)
- Order Czerwonej Gwiazdy (4 lutego 1943)
- Order „Znak Honoru” (22 lutego 1938)
- Odznaka "Honorowy Funkcjonariusz Czeki/GPU (XV)" (1937)
- Odznaka "Zasłużony Funkcjonariusz NKWD" (9 lipca 1942)